# Абделазиз Бутефлика
Абделазиз Бутефлика (арап. عبد العزيز بوتفليقة; Уџда, 2. март 1937 — Зералда, 17. септембар 2021) био је пети председник Алжира. Функцију је обављао од 27. априла 1999. године до 2. априла 2019. године, када је поднео оставку.

## Биографија
Бутефлика је живео и студирао у граду Алжиру до 1956. године када се придружио Фронту националног ослобођења Алжира (Front de Libération Nationale). Тамо је постао један од најближих сарадника Хуари Бумедијена. 
После остварења независности Алжира 1962. године, Бутефлика је постао министар омладине и спорта, а од 1963. године је био министар спољних послова Алжира. На овој функцији је остао до смрти председника Хуари Бумедијена 1978. године. Касније је његов политички утицај опао, а потпуно се повукао из политике током немирних 1990-их. Провео је 6 година у иностранству. Године 1999, уз подршку војске, Бутефлика се кандидовао на председничким изборима. Победио је са 74% гласова иако су његови опоненти тврдили да су избори били непоштени. Власт је потврдио на референдуму у коме је освојио 81% гласова. 
У првом мандату водио је политику националног помирења, постигао је привредни раст од 5% годишње и повратио важну улогу Алжира у афричкој политици. 
На новим председничким изборима, одржаним 8. априла 2004. године, сакупио је 85% гласова. Посматрачи ОЕБСа су ове изборе оценили као поштене. За свој други мандат Бутефлика је планирао амбициозан програм изградње станова, комуникација и индустрије у Алжиру. Спољна политика Алжира се ослања на сарадњу са земљама Африке, Кином, Русијом, и на добре економске односе са ЕУ и САД. Односи са Мароком су остали затегнути током оба мандата. 
Абделазиз Бутефлика је 12. фебруара 2009. године најавио да ће се кандидовати за трећи мандат на положају председника. Дана 10. априла 2009. године, био је проглашен за победника на председничким изборима, освојивши 90,24% бирачких гласова. Тако је освојио трећи петогодишњи мандат на функцији председника Алжира.